# Un conte de Noël (téléfilm, 1982)
Pour plus de détails, voir Fiche technique et Distribution.
Un conte de Noël (A Christmas Carol) est une adaptation animée du conte Un chant de Noël, de l'auteur anglais Charles Dickens (1812-1870). Il s'agit d'un téléfilm d'animation australien réalisé par Jean Tych et diffusé pour la première fois sur la chaîne Nine Network en juillet 1982. Dans sa version originale en anglais le téléfilm est sorti en vidéo peu de temps après. La version doublée en langue française a été diffusée le 5 mai 1991 sur La Cinq.

## Synopsis
Ebenezer Scrooge, un homme avare et besogneux est hanté par les fantômes de Noël afin de changer sa condition et son comportement vis-à-vis des autres pour la période des fêtes. À leur contact, il apprendra la générosité et le partage...

## Fiche technique
- Titre original : A Christmas Carol
- Titre français : Un conte de Noël
- Réalisation : Jean Tych
- Scénario : Alexander Buzo d'après le roman de Charles Dickens
- Musique : Neil Thurgate
- Directrice de production : Roz Phillips
- Storyboard : Steve Lumley
- Opérateurs caméra : Tom Epperson et Carole Laird
- Graphistes : Yosh Barry, Kevin Roper et Jane LeRossignol
- Supervision de l'animation : Warwick Gilbert
- Création des personnages : Jean Tych
- Animateurs : John Burge, Gairden Cooke, Alain Costa, Janey Dunn, Pam Lofts, Don MacKinnon, Brenda McKie, Jacques Muller, Astrid Nordheim, Lucie Quinn, Maria Szemenyei et Kaye Watts
- Animateurs décors : Sheila Christofides, Peter Connell, John King, Carol Lumsden, Paul Pattie et David Skinner
- Supervision des couleurs : Jenny Schowe
- Montage : Peter Siegl
- Producteur : Eddy Graham
- Producteurs exécutifs : Tom Stacey et George Stephenson
- Compagnie de production : Burbank Films Australia
- Distribution : Nine Network Australia
- Pays d'origine :  Australie
- Langue d'origine : Anglais stéréo
- Format : couleur
- Genre : Animation, Conte
- Durée : 75 minutes
- Ratio écran : 1.33:1 plein écran 4:3

## Distribution

### Voix françaises
- Pierre Trabaud: Ebenezer Scrooge
- Serge Bourrier : Bob Cratchit / Tom Topper
- Francette Vernillat : Tony Tim / Martha
- Michel Bedetti : Fred / Scrooge jeune
- Marie-Françoise Sillière : Belinda
- Georges Atlas : Le fantôme de Jacob Marley
- Edgar Givry: Le fantôme des noëls passés
- Bernard Soufflet : Scrooge enfant / Peter
- Albert Médina : Monsieur Fezziwig
- Joëlle Fossier : Belle
- Raoul Delfosse : Le fantôme du Noël présent

## DVD
La version française du téléfilm a fait l'objet de plusieurs sorties en support DVD, dont une en 2005 par le distributeur français Aventi Distribution. Un autre DVD, sorti le 5 février 2008 dans la collection Les Grands Auteurs, a été édité par Arcadès. Le ratio écran de ces DVD est en 1.33:1 plein écran uniquement en français sans sous-titres et sans suppléments.